# Скотт, Джудит
Джудит Скотт (англ. Judith Scott, 1 мая 1943, Колумбус — 15 марта 2005, Датч-Флэт) — получившая международное признание представительница ар брют. Джудит родилась с синдромом Дауна, а позже перенесла скарлатину и потеряла слух, причём её глухота не была диагностирована в течение нескольких лет. У неё была сестра-близнец Джойс. Она работала в оклендском центре искусств (англ. Creative Growth Art Center).

## Детство
Джудит провела первые семь с половиной лет своей жизни с сестрой и старшими братьями. Несмотря на то что родители видели разрыв в обучаемости девочек, они старались относиться к ним одинаково: одевали в одинаковую одежду и поощряли участие во всех мероприятиях на равных.

### Образование
Когда пришло время отдавать близнецов в школу, Джудит была названа «необучаемой» и неподходящей даже для класса коррекции. Из-за того что никто не понял, что Джудит глуха, она по результатам устного опроса считалась умственно отсталой. По совету врачей родители отправили Джудит в заведение для душевнобольных 18 октября 1950 года. На обеих близнецов разделение произвело неизгладимый эффект. Сестра Джойс всегда вспоминала об этом событии как о страшной и невосполнимой потере, и их мать через несколько лет заболела сильной депрессией.
Записи о первом годе пребывания Джудит в заведении свидетельствуют о том, что её коэффициент интеллекта был оценен в 30 пунктов (снова на основании устного опроса и без учёта глухоты). По этой причине её совершенно не обучали. В отсутствие сестры Джудит стала очень отчуждённой, и вскоре проявились проблемы с поведением. Её медицинская карта утверждает, что Джудит не контактирует с окружением, не ладит с детьми, тревожна, небрежна в еде, рвёт одежду и бьёт других детей. Её пребывание в заведении было раздражающим.
В 1985 году Джойс Скотт решила оформить опеку над сестрой и смогла это сделать после изнурительной бюрократической процедуры. Джудит переехала в Калифорнию, где все умственно отсталые граждане правомочны постоянно получать образование.

## Искусство
С 1 апреля 1987 года Джудит Скотт начала посещать Creative Growth Art Center в Окленде. Первые несколько месяцев Джудит работала только с краской, изображая петли и круги, однако её рисунки были беспредметны, и из-за отсутствия интереса сестры к творчеству Джойс начала задумываться над тем, чтобы перестать приводить Джудит в Центр.
Однако через некоторое время Джудит случайно нашла класс файбер-арта, который вела Сильвия Севенти, и начала создавать скульптуры из ниток для шитья. Её творчество получило внимание персонала, и ей позволили самостоятельно выбирать любые материалы для творчества. Джудит находила и крала предметы, затем заворачивая их в тщательно отобранные нитки пряжи, создавая скульптуры различных форм. Некоторые её работы напоминают коконы или части тела, другие — тотемные столбы. Многие работы Джудит создавала в двух экземплярах — вероятно, это связано с её чувствами к сестре.
Первая выставка её работ прошла в 1999 году. Работы Скотт получили известность и стали популярны в мире аутсайдерского искусства; цены на них достигают 15 000 долларов США. Они выставлены в постоянной экспозиции в следующих музеях: Американский музей фолк-арта (Нью-Йорк), Американский музей визионерского искусства (Балтимор), Арасин, Интуит: Центр интуитивного и аутсайдерского искусства, (Чикаго) Собрание ар брют (Лозанна), Музей знатоков и распространителей ар брют (фр. art brut connaissance & diffusion, Париж и Прага). Считается, что творчество Джудит Скотт невозможно отнести ни к одному известному художественному стилю, а её техника совершенно уникальна и создана ею самой спонтанно, без каких-либо влияний.
Джудит умерла естественной смертью в доме сестры в возрасте 61 года. Она пережила предсказанную ей при рождении продолжительность жизни почти на 50 лет.

## Фильмы
В 2006 году режиссёр Бетси Бэйха выпустила 30-минутный документальный фильм англ. Outsider: The Life and Art of Judith Scott. В том же году Лола Баррера и Иньяки Пеньяфьель выпустили полнометражный документальный фильм «Что у тебя под шляпой?» (исп. ¿Qué tienes debajo del sombrero?), посвящённый Скотт, а Филлип Леспинез снял фильм «Волшебные коконы Джудит Скотт» (фр. Les cocons magiques de Judith Scott), съёмки которого прошли за несколько недель до смерти скульпторши. В 2009 году Скотт Огден и Малькольм Хирн создали фильм «Делать» (англ. Make), где изучались жизни и техники Джудит Скотт и других самоучек — Рояла Робертсона, Хокинса Болдена и Айка Моргана.